# Bunte Wicke
Die Bunte Wicke (Vicia villosa subsp. varia) ist eine Unterart der Pflanzenart Zottigen Wicke (Vicia villosa) aus der Gattung Vicia in der Unterfamilie Schmetterlingsblütler (Faboideae). Sie kommt in Mitteleuropa zerstreut vor. Als Kulturpflanze hat sie wegen ihres zähen Stängels keine Bedeutung und gilt als minderwertig.

## Beschreibung

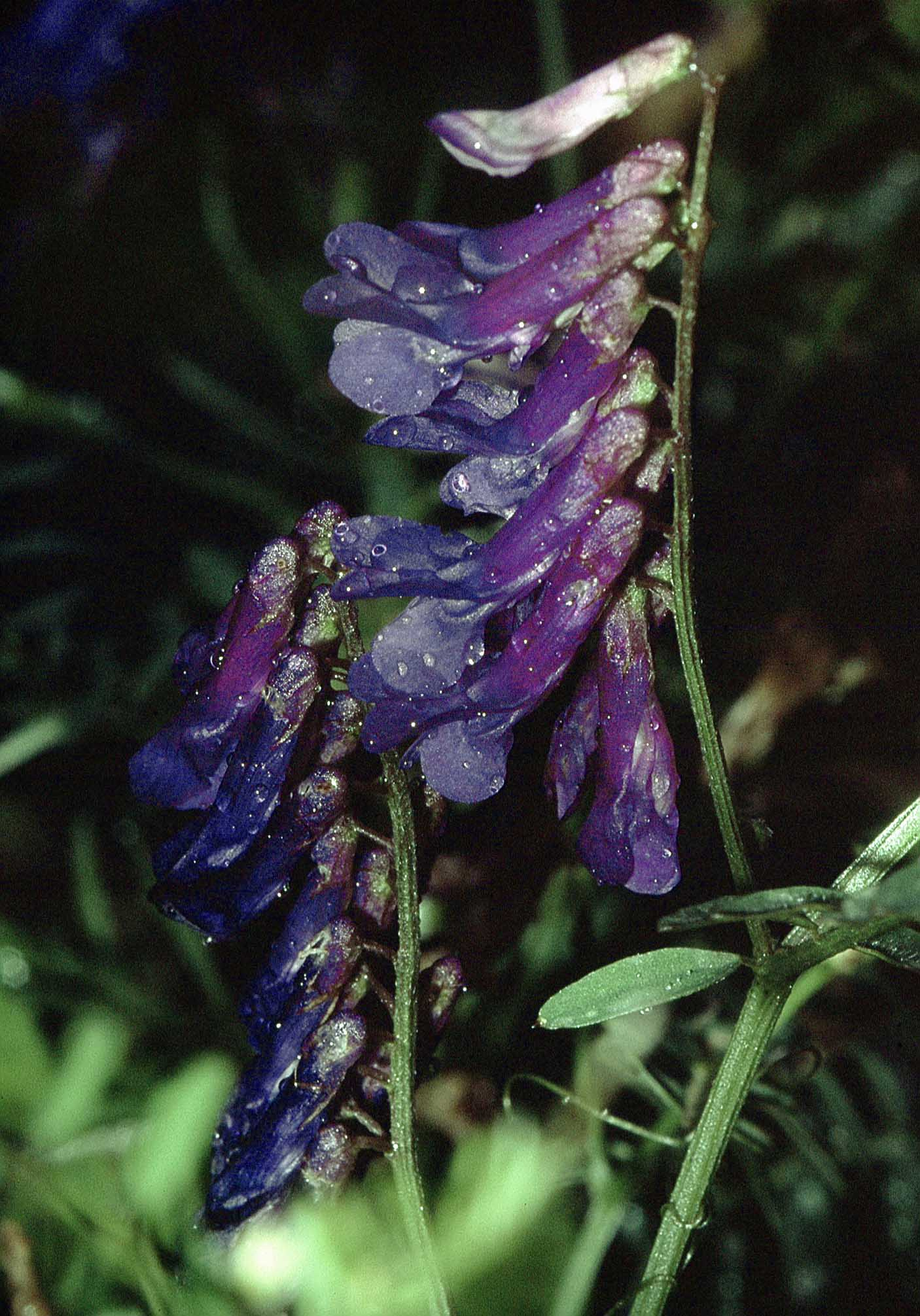
Blütenstand

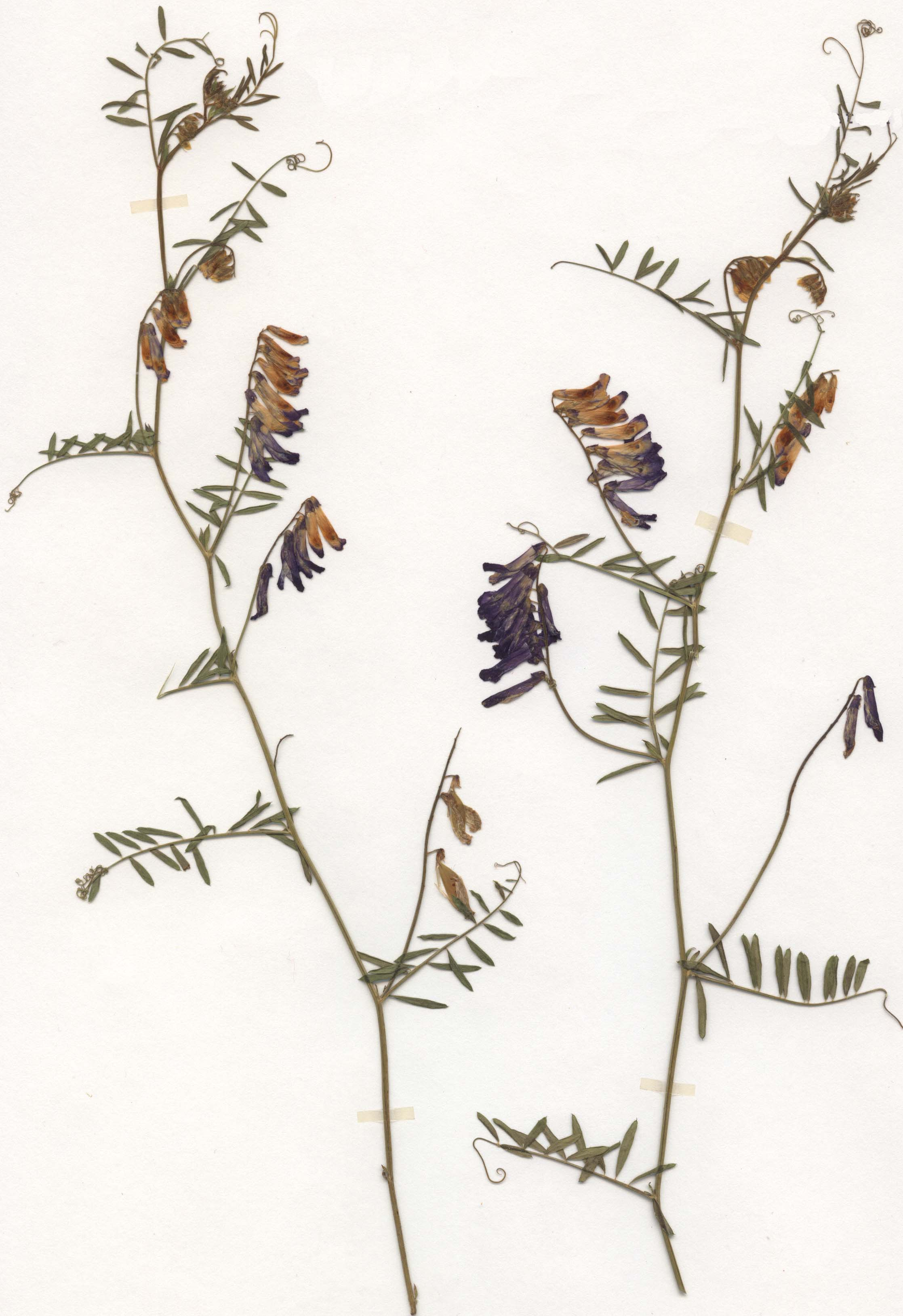
Herbarbeleg

Vicia villosa subsp. varia (Host) Corb. ist Vicia villosa Roth subsp. villosa relativ unähnlich, aber anfangs sind bei der Bunten Wicke Stängel, Blätter und Kelch anliegend (Haare länger als 1 mm) behaart, später verkahlend – bei der Nominatform aber von Anfang an stark filzig behaart.

### Habitus und Blätter
Die Bunte Wicke ist eine meist einjährige, selten ausdauernde krautige Pflanze. Der Stängel ist dünn, zäh und wie die Laubblätter zerstreut und kurz behaart bis fast kahl.
Die wechselständig am Stängel angeordneten Laubblätter sind in Blattstiel und -spreite gegliedert. Die gefiederte Blattspreite enthält viele Fiederblättchen in sieben bis zehn Paaren und sind kleiner als bei Vicia villosa subsp. villosa. Die frischgrünen und schwach behaarten Fiederblättchen sind meist 1 bis 2 Zentimeter lang und 2 bis 3, selten bis zu 5 Millimeter breit mit gerundetem bis spitzem, seltener ausgerandetem oberen Ende. Die Nebenblätter sind klein, die unteren halbspießförmig.

### Blütenstände und Blüten
Die Blütezeit liegt in den Monaten Juni bis August.
Der ziemlich locker aufgebaute Blütenstände ist so lang bis wenig länger als die Laubblätter und enthält nur fünf bis 15, selten bis zu 25 abstehende und nur zuletzt nickende Blüten.
Die Blüten ist bei einer Länge von etwa 12 bis 17 Millimetern zygomorph mit doppelter Blütenhülle. Der Kelch ist glockig, oft violett überlaufen und besitzt kurze, fast kahle Zähne. Die unteren Kelchzähne sind lanzettlich, länger als die oberen, aber kürzer als die Röhre. Die fünf meist purpurvioletten, selten auch weißen Kronblätter sind in der typischen Form der Schmetterlingsblüte angeordnet. Die Flügel sind heller als die Fahne.

### Früchte und Samen
Die Hülsenfrucht ist 2 bis 4 Zentimeter lang und 7 bis 10 Millimeter breit, mit einem aus dem Kelch wenig hervorragenden Stielchen. Sie enthalten zwei bis acht Samen. Die Samen sind rundlich, etwas abgeflacht, matt und von violettbrauner bis schwarzer Färbung.

### Chromosomenzahl
Die Chromosomenzahl beträgt 2n = 14.

## Vorkommen
Die Bunte Wicke ist in Südeuropa von der Iberischen Halbinsel bis zu den Balkanländern sowie Kleinasien und Nordafrika verbreitet. Es gibt Fundortangaben für Deutschland, Österreich, Liechtenstein, die Schweiz, Italien, Sardinien, Sizilien, Malta, Monaco, Korsika, Frankreich, Andorra, Spanien, Gibraltar, Balearen, Portugal, Tunesien, Marokko, Ägypten, Israel, Palästina, Jordanien, Algerien, Armenien, Aserbaidschan, Nachitschewan, Ungarn, Polen, Lettland, die ehemalige Tschechoslowakei, das ehemalige Jugoslawien, Bulgarien, Rumänien, Albanien, Georgien, Abchasien, Nordkaukasus, Griechenland, Kreta, Karpathos und die Türkei. In einigen Gebiet Nord- und Osteuropas ist sie ein Neophyt.
Sie kommt in Deutschland als Neophyt häufiger nur in Ostdeutschland, Nordbayern und in Südwestdeutschland vor.
Die Bunte Wicke wächst in Getreidefeldern, an Wegrändern und hat ähnliche Standortansprüche wie die Zottige Wicke (Vicia Villosa subsp. villosa). Besonders oft kommt sie in Mitteleuropa im Papaveretum argemones des Verbands Aperion spicae-venti vor.
Die ökologischen Zeigerwerte nach Landolt et al. 2010 sind in der Schweiz für Vicia villosa subsp. varia: Feuchtezahl F = 2w (mäßig trocken aber mäßig wechselnd), Lichtzahl L = 3 (halbschattig), Reaktionszahl R = 4 (neutral bis basisch), Temperaturzahl T = 4+ (warm-kollin), Nährstoffzahl N = 3 (mäßig nährstoffarm bis mäßig nährstoffreich), Kontinentalitätszahl K = 4 (subkontinental).

## Taxonomie
Die Erstbeschreibung unter dem Namen Vicia varia Host erfolgte 1831 durch Nicolaus Thomas Host in Flora Austriaca, Band 2, S. 332. Als Erstveröffentlichung des Namens Vicia villosa Roth subsp. varia (Host) Corb. gilt François Marie Louis Corbière: Nouv. Fl. Norm., 1894. S. 181; doch wurde dort diese Neukombination nicht vorgenommen. Das Epitheton varia bedeutet „mannigfaltig“. Weitere Synonyme für Vicia villosa Roth subsp. varia (Host) Corb. sind: Cracca villosa (Roth) Godr. & Gren., Vicia polyphylla Desf., Vicia pseudovillosa Schur, Vicia dasycarpa Ten., Vicia eriocarpa (Hausskn.) Halácsy, Vicia glabrescens (W.D.J.Koch) Heimerl, Vicia villosa subsp. dasycarpa (Ten.) Cavill., Vicia villosa var. eriocarpa Hausskn., Vicia villosa var. glabrescens W.D.J.Koch.